# 郑山、刘嘴摩崖造像
郑山、刘嘴摩崖造像，位於四川省眉山市丹稜縣中隆鄉，在郑山和刘嘴的大石包之上，雕刻着一龛龛的唐代佛像。当地人习惯称之为大石包造像。因两地相距较近，因此统称为郑山刘嘴摩崖造像。2013年3月5日列為第七批全國重點文物保護單位。

## 主条目
- 劉嘴摩崖造像
- 鄭山摩崖造像